# Leucania owadai
Leucania owadai là một loài bướm đêm trong họ Noctuidae.